# ستيفان ليختشتاينر
ستيفان ليشتستاينر ، من مواليد 16 يناير 1984 في مدينة أدليغينسويل الواقعة ضمن كانتون لوتسيرن في سويسرا، لاعب كرة قدم سويسري.يلعب مع نادي يوفنتوس الإيطالي منذ عام 2011.بدأ باللعب مع منتخب سويسرا لكرة القدم في عام 2003.

## مسيرته الكروية
لعب ستيفان ليختشتاينر خلال مسيرته الاحترافية مع 6 أندية في تسعة عشر موسمًا وسجل خلالها 24 هدفًا ضمن 503 مباراة. حيث فاز في خمسة مواسم بالكأس وفي ثمانية مواسم بالدوري.
خاض ستيفان ليختشتاينر مسيرته مع نادي غراسهوبر زيوريخ في موسم 2001–02 ليلعب معه أربعة مواسم، مشاركًا في 79 مباراة سجل خلالها 4 أهداف. ثم انتقل إلى نادي ليل في موسم 2005–06 واستمر معه طيلة ثلاثة مواسم، حيث شارك في 89 مباراة سجل خلالها 5 أهداف. لينتقل بعدها إلى نادي لاتسيو في موسم 2008–09 واستمر معه طيلة ثلاثة مواسم، مشاركًا في 100 مباراة سجل خلالها 3 أهداف. ثم انتقل إلى نادي يوفنتوس في موسم 2011–12 ليلعب معه سبعة مواسم، مشاركًا في 201 مباراة سجل خلالها 12 هدفًا. هذا وانتقل لاحقًا إلى نادي أرسنال في موسم 2018–19 لمدة موسم واحد، مشاركًا في 14 مباراة ولم يسجل أي هدف. ثم انتقل بعدها إلى نادي آوغسبورغ في موسم 2019–20 لمدة موسم واحد، مشاركًا في 20 مباراة ولم يسجل أي هدف أيضًا.

## روابط خارجية
- ستيفان ليختشتاينر على موقع الاتحاد الدولي (مؤرشف)  (الإنجليزية)
- ستيفان ليختشتاينر على موقع الاتحاد الأوربي (الإنجليزية)
- ستيفان ليختشتاينر على موقع رابطة كرة القدم الفرنسية للمحترفين (الإنجليزية)
- ستيفان ليختشتاينر على موقع إي إس بي إن إف سي (الإنجليزية)
- ستيفان ليختشتاينر على موقع قاعدة بيانات كرة القدم.إي يو (الإنجليزية)
- ستيفان ليختشتاينر على موقع ناشيونال فوتبول تيمز (الإنجليزية)
- ستيفان ليختشتاينر على موقع Soccerbase.com (لاعب) (الإنجليزية)
- ستيفان ليختشتاينر على موقع Soccerway.com (الإنجليزية)
- ستيفان ليختشتاينر على موقع عالم كرة القدم.نت (الإنجليزية)
- ستيفان ليختشتاينر على موقع كووورة